# الاتحاد الفلسطيني للشطرنج
الاتحاد الفلسطيني للشطرنج هو اتحاد رياضي تأسس في فلسطين عام 1932، ثم انضم لعضوية الاتحاد الدولي للشطرنج في عام 1933، وأعيد تأسيس الاتحاد في عام 1982، واستأنف نشاطه ومشاركاته الرسمية القارية والدولية، وتمتع بعضوية كاملة في كل من الاتحاد الدولي للشطرنج، والاتحاد العربي للشطرنج، والاتحاد الأسيوي للشطرنج. يقع المقر الرئيسي للاتحاد الفلسطيني للشطرنج في مدينة رام الله، ويمتلك الاتحاد فروعا له في مناطق أخرى من الضفة الغربية وقطاع غزة، كما يمتلك فروعا له في لبنان وعدد من دول الشتات خارج فلسطين، ويشغل بشار المصري في الوقت الحالي منصب رئيس الاتحاد.
جعل الاتحاد الفلسطيني للشطرنج اللعبة متاحة لكل الأشخاص ولكلا الجنسين. فتح الاتحاد المجال لتعليم اللعبة عن بعد، كما تم إدخال التكنولوجيا للعبة من خلال إطلاق تطبيق لمتابعة أخبار اللعبة والتسجيل للبطولات. ساهم الاتحاد في تطوير الكوادر الفنية (مدربين وحكامًا)، وإدخال العنصر النسائي في التحكيم حيث تم تأهيل الحكمتين سعاد الحداد وليلى الأطرش (من غزة) للتحكيم في البطولات. كما ساهم بتأهيل اللاعبين للمشاركات الخارجية ونجح في ذلك بقوة، حيث شارك لاعبون في البطولات العربية جميعها وكذلك البطولات الآسيوية، عام 2018 تم الاشتراك في أولمبياد الشطرنج العالمي في جورجيا بمنتخبين رجال وسيدات.

## الأنشطة
يتولى الاتحاد الفلسطيني للشطرنج إدارة لعبة الشطرنج الفلسطينية وتمثيلها داخليًا وخارجيًّا، ونشر اللعبة في أنحاء مدن وحافظات فلسطين وإعداد البرامج التدريبية، واقامة البطولات المحلية في لعبة الشطرنج في كل من الضفة الغربية وقطاع غزة، وإعداد المنتخب الفلسطيني للشطرنج وتوفير المدربين الوطنيين له، وتمثيل لعبة الشطرنج في فلسطين في كل من اتحاد غرب اسيا للشطرنج والاتحاد العربي للشطرنج والاتحاد الاسيوي للشطرنج والاتحاد الدولي للشطرنج.

## الهيكل التنظيمي
يتكون الهيكل الإداري للاتحاد الفلسطيني للشطرنج من مجلس استشاري يتم انتخاب أعضاءه كل أربعة سنوات تحت إشراف اللجنة الأولمبية الفلسطينية، ووزارة الشباب والرياضة الفلسطينية، وتتكون الجمعية العمومية للاتحاد من الأندية والمراكز والجمعيات المسجلة في الاتحاد والمستوفية لكافة شروط العضوية والمعتمدة من الجهات الرسمية الفلسطينية.

## الأندية المنتسبة للاتحاد
ينتسب للاتحاد الفلسطيني للشطرنج الأندية التالية:
| اسم النادي                         | المدينة      |
| ---------------------------------- | ------------ |
| نادي الموظفين                      | القدس        |
| نادي القدس                         | القدس        |
| نادي العيزرية                      | العيزرية     |
| نادي شباب زعترة                    | بيت لحم      |
| نادي شباب الخليل                   | الخليل       |
| نادي رام الله                      | رام الله     |
| نادي يت الطفل                      |              |
| نادي شباب نابلس                    | نابلس        |
| نادي اتحاد نابلس                   | نابلس        |
| نادي أهلي دورا                     |              |
| النادي الأرثوذكسي العربي بيت ساحور | بيت ساحور    |
| نادي حطين                          |              |
| نادي اتحاد جنين                    | جنين (مدينة) |
| نادي اتحاد رمانة                   |              |
| نادي عزون                          |              |
| نادي أهلي النصيرات                 | غزة          |
| نادي خدمات خان يونس                | غزة          |
| نادي اتحاد خان يونس                | غزة          |

## الرؤساء
يوضح الجدول التالي قائمة رؤساء الاتحاد الفلسطيني للشطرنج منذ تأسيسه وحتى الآن:
| الرئيس             | تاريخ تولي المنصب | تاريخ ترك المنصب |
| ------------------ | ----------------- | ---------------- |
| عبد الرحمن ابوعرفة |                   | 2008             |
| خالد عز الدين      |                   |                  |
| محمد اشتيه         |                   |                  |
| بشار المصري        |                   | حتى الآن         |

## البطولات
بدءًا من عام 1994 تولى الاتحاد الفلسطيني للشطرنج تنظيم كافة البطولات الرسمية السنوية في لعبة الشطرنج، إلى جانب الإشراف على البطولات التي تنظمها الأندية المنتسبة للاتحاد في المناسبات الدينية والوطنية المختلفة. كانت أول بطولة رسمية للعبة الشطرنج الفردية والجماعية في عام 1975، والتي نظمها نادي المنطقيين في القدس، واستمر النادي في تنظيم البطولة حتى بداية الانتفاضة الفلسطينية الأولى، كما تولى عدد من الأندية تنظيم بطولات تنشيطية في اللعبة قبل أن يتولى الاتحاد مهمة تنظيم البطولات. في عام 2020، نظم الاتحاد الفلسطيني للشطرنج أول بطولة تصنيفية للشطرنج معتمدة من الاتحاد الدولي للشطرنج في قطاع غزة، والتي تنافس فيها ستة وثلاثون لاعبا من مختلف مدن ومناطق القطاع. ومن بين البطولات المحلية الأخرى التي ينظمها الاتحاد الفلسطيني للشطرنج ما يلي:
- بطولة الأندية الجماعية للشطرنج.
- بطولة فلسطين الجماعية لأندية الشطرنج للناشئين تحت سن 20 سنة.
- بطولة فلسطين الفردية للشطرنج للفئات العمرية تحت سن 20/18/16/14.
- من انجازات المركز أيضا، حصول أكثر من مدرب على ألقاب دولية في التحكيم، وتكريم 5 منهم في بطولة الأندية التي أقيمت في روابي نهاية عام 2019 وهم نضال حماد، طه دوابشة، رأفت صنوبر وعمر الجعبري، وعطا الله وراد.